# Béranger Bossé
Béranger Aymard Bossé (Bangui, 13 marzo 1985) è un velocista centrafricano.

## Biografia
Bossé ha esordito internazionalmente nel 2005 partecipando ai Mondiali in Finlandia. Nel corso della sua carriera oltre ad aver gareggiato nel campionato francese e aver preso parte alle maggiori competizioni africane e altre edizioni dei Mondiali, ha potuto partecipare ai Giochi olimpici di Pechino 2008 (occasione in cui è stato portabandiera della delegazione nazionale nel corso della cerimonia di chiusura dei Giochi) e di Londra 2012.
A gennaio 2016 è risultato positivo al prednisolone e sospeso dall'attività agonistica per tre anni.

## Palmarès
| Anno | Manifestazione           | Sede        | Evento      | Risultato   | Prestazione | Note |
| ---- | ------------------------ | ----------- | ----------- | ----------- | ----------- | ---- |
| 2005 | Mondiali                 | Helsinki    | 200 m piani | Batteria    | 22"02       |      |
| 2005 | Giochi della Francofonia | Niamey      | 100 m piani | 5º          | 10"62       |      |
| 2005 | Giochi della Francofonia | Niamey      | 200 m piani | 6º          | 21"55       |      |
| 2006 | Campionati africani      | Bambous     | 100 m piani | 5º          | 10"80       |      |
| 2007 | Giochi panafricani       | Algeri      | 100 m piani | Semifinale  | 10"56       |      |
| 2007 | Giochi panafricani       | Algeri      | 200 m piani | Semifinale  | 21"74       |      |
| 2007 | Mondiali                 | Osaka       | 100 m piani | Batteria    | 10"59       |      |
| 2008 | Campionati africani      | Addis Abeba | 100 m piani | Semifinale  | 10"58       |      |
| 2008 | Campionati africani      | Addis Abeba | 200 m piani | Semifinale  | 21"87       |      |
| 2008 | Giochi olimpici          | Pechino     | 100 m piani | Batteria    | 10"51       |      |
| 2009 | Mondiali                 | Berlino     | 100 m piani | Batteria    | 10"55       |      |
| 2012 | Campionati africani      | Porto-Novo  | 100 m piani | Semifinale  | 10"70       |      |
| 2012 | Giochi olimpici          | Londra      | 100 m piani | Batteria    | 10"55       |      |
| 2014 | Campionati africani      | Marrakech   | 100 m piani | Semifinale  | 10"52       |      |
| 2014 | Campionati africani      | Marrakech   | 200 m piani | Batteria    | 21"58       |      |
| 2015 | Mondiali                 | Pechino     | 100 m piani | Preliminare | dq          |      |